# Colom blau de Madagascar
El colom blau de Madagascar (Alectroenas madagascariensis) és una espècie d'ocell de la família dels colúmbids (Columbidae) que habita la selva humida del nord i est de Madagascar.